# ده بزرغ بر اشكفت (دشت روم)
ده بزرغ بر اشکفت (بالفارسية: ده بزرگ پراشکفت) هي قرية تقع في إيران في قسم دشت روم الريفي. يقدر عدد سكانها بـ 103 نسمة بحسب إحصاء 2016.